# Pavilion Verdict
Parasolic, früher Pavilion Verdict, ist eine schweizerische Indie-Pop- und Indie-Funk-Band aus den Kantonen Baselland und Basel-Stadt.

## Geschichte
Die ersten Proben der Band fanden im sogenannten «Pavilion» statt, einem kleinen Gebäude, welches zum Gymnasium Muttenz gehört. In diesem Proberaum steht eine Büste von Giuseppe Verdi. Der Bandname «Pavilion Verdict» ist also ein Wortspiel.
Vier von fünf Bandmitgliedern kannten sich aus dem Chor des Gymnasiums Muttenz. Zuerst spielten sie Jazzstandards und Coverversionen von den Beatles. Bald begannen sie mit eigenem Songwriting und veröffentlichten dieses auf Instagram und TikTok. Im Herbst 2023 stiess der Schlagzeuger Laurin Born zur Band und am 11. November 2023 hatte die Band ihr erstes Konzert bei BandXnordwest in Basel. Anfang 2024 folgte «A Night by Pavilion Verdict», ein Konzert, welches die Band im Rahmen der '«A Night By» Reihe des Sommercasinos Basel selbst organisierte.
Seit Sommer 2024 tritt die Band auf kleineren Festivals auf, unter anderem am Open Air Palais Noir in Reinach BL und am Sommerfest des Freizeitzentrums Landauer in Riehen.
Die Band ist nach einer Namensänderung im Oktober 2024 unter dem Namen Parasolic unterwegs.

## Bandmitglieder
Pavilion Verdict besteht aus fünf Mitgliedern: Jana Hug (* 2003), Keyboard und Gesang, Sina Stadelmann (* 2004), Bass und Gesang, Laurin Born (* 2007), Schlagzeug, Jan Soder (* 2002), E-Gitarre und Gesang, und Maurice Weisskopf (* 2004), Saxophon und Gesang.

## Stil
Die Band ist bekannt für ihre vielseitige Musik. Hauptsächlich spielt sie Indie-Ppop und Indie-Funk, es finden sich aber auch Einflüsse von diversen Stilen wie unter anderen Jazz und Rock in ihren Songs.